# Roland Gergye
Roland Gergye (ur. 24 lutego 1993 w Kaposvárze) – węgierski siatkarz, reprezentant Węgier, grający na pozycji przyjmującego. 

## Sukcesy klubowe
Puchar Węgier:
- 2011, 2012, 2013

Liga węgierska:
- 2011, 2012, 2013

Puchar Niemiec:
- 2014, 2015[5]

Liga niemiecka:
- 2015[6]
- 2014[7]

Puchar CEV:
- 2019

Liga turecka:
- 2019

Liga grecka:
- 2020

Liga słoweńska:
- 2022[8]

Superpuchar Rumunii:
- 2023[9]

Liga rumuńska:
- 2024[10]

Liga francuska:
- 2025[11]